# Alcindo
Alcindo, właśc. Alcindo Martha de Freitas (ur. 31 marca 1945 w Sapucaia do Sul, zm. 27 sierpnia 2016 w Porto Alegre, Rio Grande do Sul) – piłkarz brazylijski grający na pozycji ofensywnego pomocnika.

## Kariera klubowa
Alcindo karierę piłkarską rozpoczął w 1963 roku w klubie SC Rio Grande. W 1964 przeszedł do Grêmio Porto Alegre, w którym grał do 1971 roku. Z klubem z Porto Alegre pięciokrotnie zdobył mistrzostwo Stanu Rio Grande do Sul – Campeonato Gaúcho w: 1964, 1965, 1966, 1967, 1968 oraz tytuły króla strzelców w 1965 i 1968. W 1971 przeszedł do Santos FC, w którym grał do 1973 roku. Z Santosem zdobył mistrzostwo São Paulo – Campeonato Paulista w 1973. Po odejściu z Santosu grał w Meksyku w klubach Club Jalisco i Club América, z którą zdobył mistrzostwo Meksyku w 1976. Po powrocie do Brazylii ponownie grał w Gremio, z którym zdobył mistrzostwo Stanu Rio Grande do Sul – Campeonato Gaúcho w 1977 oraz tytuł króla strzelców w 1976. Karierę zakończył we AA Francana w 1978 roku.

## Kariera reprezentacyjna
5 czerwca 1966 w Belo Horizonte Alcindo zadebiutował w reprezentacji Brazylii, meczu przeciwko reprezentacji Polski. W 1966 Alcindo pojechał z reprezentacją Brazylii do Anglii na Mistrzostwa Świata i zagrał w meczach grupowych przeciwko Bułgarią i Węgrami. Ostatni raz w reprezentacji Alcindo zagrał w 25 czerwca 1967 w meczu przeciwko reprezentacji Urugwaju w Montevideo. Stawką tego meczu był Puchar Rio Branco. Łącznie w latach 1966–1967 rozegrał w barwach canarinhos 7 spotkań i strzelił jedną bramkę.